# Беннетт, Марк Стюарт
Марк Стюарт Беннетт (англ. Mark Stewart Bennett, родился 3 февраля 1993 года) — шотландский регбист, центровой клуба «Эдинбург» из Про14, в составе сборной Великобритании серебряный призёр олимпиады в Рио-де-Жанейро по регби-7.

## Игровая карьера

### Клубная
Начинал свою карьеру в любительском клубе «Камнок», затем перешёл в «Эр», с которым выиграл чемпионат Шотландии в 2011 году. На профессиональном уровне в 2011 году дебютировал за «Глазго Уорриорз», после чего перешёл в «Клермон Овернь», но из-за травмы колена не сыграл весь сезон и вернулся в 2012 году в Глазго на правах аренды, став игроком на постоянной основе в 2013 году. 14 февраля 2017 года «Эдинбург» объявил о заключении контракта с Беннетом с лета 2017 года сроком на три года.

### В сборной
Беннетт провёл 4 матча за сборную Шотландии до 18 лет и 21 игру за сборную Шотландии до 20 лет (участвовал в чемпионатах мира 2011, 2012 и 2013 годов). В 2014 году Беннетт был включён в заявку на летнее турне по Америке и Южной Африке, но не сыграл ни в одном из четырёх тест-матчей. 8 ноября того же года он дебютировал в игре против Аргентины (победа 41:31). В 2015 году Беннетт участвовал во всех матчах Кубка шести наций, занеся попытки в играх против Италии и Англии; ещё одну попытку в игре против Уэльса судья не засчитал, сославшись на нарушение со стороны Сэма Идальго-Клайна, которого вовсе не было.
После восстановления от травмы, выбившей его из Про12 в сезоне 2014/2015 (победу тогда праздновали «Глазго Уорриорз»), Беннетт был включён в заявку на чемпионат мира в Англии и в первом матче против Японии занёс две попытки, которые принесли шотландцам победу. После турнира он был номинирован на премию «Прорыв года» в World Rugby. В составе сборной Великобритании — серебряный призёр Олимпиады в Рио-де-Жанейро.